# Sparlackierung
Unter einer Sparlackierung versteht man eine Lackierung von (häufig) einem Fahrzeug, bei dem es nach z. B. einer Neu- oder Umlackierung eine einfachere Variante der vorherigen Lackierung trägt. Häufig werden bei einer Sparlackierung auch einfachere Farben verwendet, die aber trotzdem wie die vorherige oder gewollte Lackierung erscheinen sollen.
Der Begriff ist vor allem unter Eisenbahnfans und Modelleisenbahnern für eine in den 1980er Jahren eingeführte vereinfachte Farbgebung der Diesellokomotiven der Baureihen 118 und 119 der Deutschen Reichsbahn gebräuchlich. Dabei wurde ein ursprünglich umlaufender Zierstreifen nur noch an den Stirnseiten angebracht. Grund für die Sparlackierung war vermutlich ein einfacherer Arbeitsablauf bei der Neulackierung, da das Abkleben für den Zierstreifen und ein zweiter Spritzarbeitsgang weitgehend entfielen. Auch andere Bahngesellschaften, z. B. die ÖBB, setzen Sparlackierungen ein.
Auch bei anderen Verkehrsmitteln wurden vereinfachte Lackierungen eingesetzt. Die Interflug ließ bei Flugzeugen der Typs Tu-134, die sie vom Transportgeschwader 44 übernahm und die militärische Hoheitszeichen trugen, nur diese überspritzen und durch das Interflug-Logo ersetzen. Ansonsten blieb das Seitenleitwerk weiß und erhielt erst bei der nächsten planmäßigen Instandsetzung die normale rot-weiß-rote Lackierung. Auch An-26 des TG 44, die für Auslandseinsätze eine Interflugkennung erhielten, wurden nur komplett hellgrau gespritzt und erhielten den Schriftzug Interflug und das Interflug-Logo, nicht aber die für die anderen Verkehrsflugzeuge der Interflug zu dieser Zeit übliche Lackierung.

## Bilder

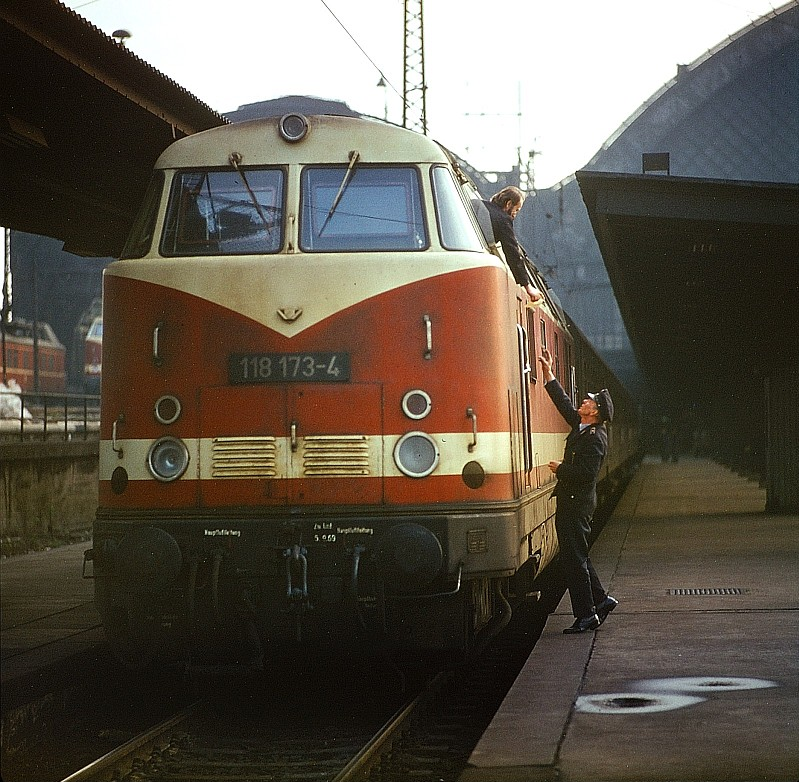
Original (Diesellok der Baureihe V 180) mit durchgezogenem Streifen an der Unterseite und elfenbeinfarbenem Dach und Streifen
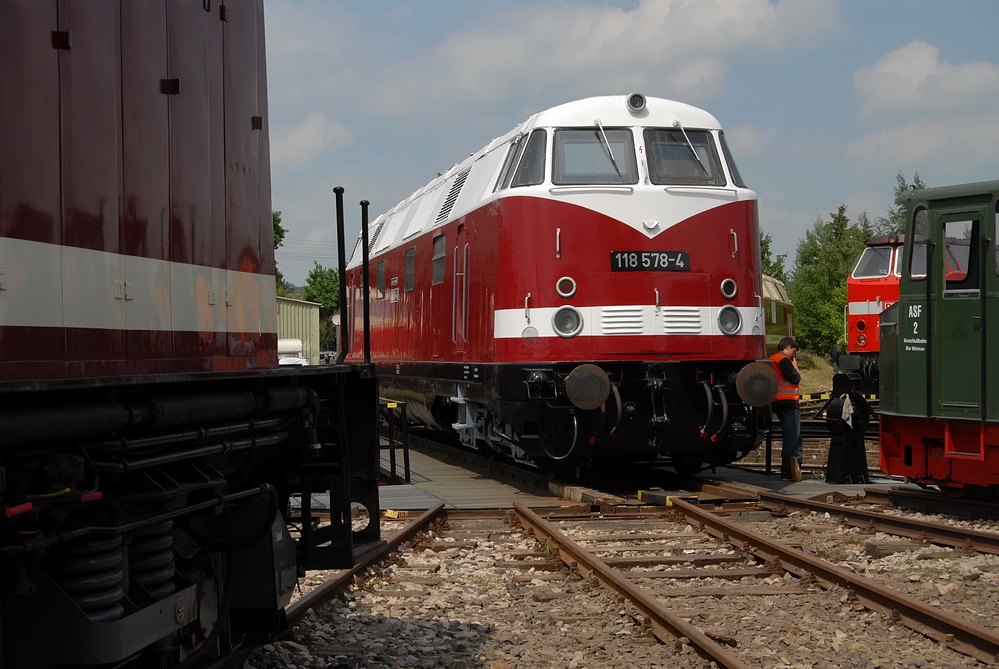
Lok der Baureihe wie rechts in Sparlackierung: Unterer Streifen nicht durchgezogen, elfenbeinfarbenes Dach und Streifen wurde durch Weiß ersetzt